# .255 Jeffery Rook
O .255 Jeffery Rook (também conhecido como .255 Jeffery Rook Rifle) é um cartucho de fogo central metálico pequeno, já obsoleto, criado no Reino Unido pela W.J. Jeffery & Co no final da década de 1880, que utilizavam pólvora negra e mais tarde pólvora sem fumaça.

## Visão geral
O .255 Jeffery Rook é um cartucho de fogo central com aro . Ele era carregado com pólvora negra e também com pólvora sem fumaça, geralmente com uma bala ogival de chumbo de 65 grãos (4,21 gramas), sólida ou de ponta oca, a uma velocidade de saída cano padrão de 1.200 pés/s (370 m/s).
O .255 Jeffery Rook foi desenvolvido pela W.J. Jeffery & Co e originalmente projetado para uso em "rook rifles", para caça de animais de pequeno porte e tiro ao alvo. Ele ganhou uma excelente reputação de precisão e foi amplamente usado para tiro ao alvo antes de ser substituído pelo .22 Long Rifle de fogo circular, como cartucho miniatura padrão tiro ao alvo, e também foi utilizado em algumas pistolas de tiro único.
O major Percy Powell-Cotton carregava um "rook rifle" da W.J. Jeffery & Co com câmara no calibre .255 Jeffery Rook em várias de suas expedições, afirmando que "muitas vezes é melhor do que a espingarda para coletar espécimes e prover alimentação com caça silvestre".

## Dimensões

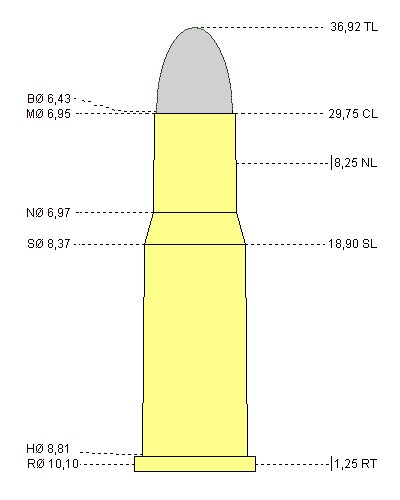

## Outras designações
Outras designações usadas para o .255 Jeffery Rook são:
- .255 Jeffery Rook Rifle
- .255 Jeffery
- .255 Rook-Gewehr
- 6.5x30 R Rook
- SAA 1130
- ECRA-ECDV 06 030 BBC 020